# Beljina (miasto Belgrad)
Beljina (cyr. Бељина) – wieś w Serbii, w mieście Belgrad, w gminie miejskiej Barajevo. W 2011 roku liczyła 775 mieszkańców.